# Johanna Dumet
Johanna Dumet (* 1991 in Guéret, Frankreich) ist eine französische Künstlerin, die für ihre farbenfrohen und expressiven Gemälde bekannt ist. Sie lebt und arbeitet in Berlin.

## Leben und Ausbildung
Dumet wuchs in einer kleinen Gemeinde in Zentralfrankreich auf und zeigte bereits in jungen Jahren Interesse an der Malerei. Nach einem Studium der Angewandten Kunst an der Schule Lycée Raymond Loewy in La Souterraine beendete sie ihr Modedesign-Studium in Marseille, bevor sie sich vollständig der bildenden Kunst widmete. Seit 2015 lebt sie in Berlin, wo sie gemeinsam mit ihrem Partner, dem Bildhauer Manuel Wroblewski, in einem Atelier in der Villa Heike arbeitet.

## Werk und Stil
Dumets Arbeiten zeichnen sich durch kräftige Farben, spielerische Muster und eine Mischung aus Figuration und Abstraktion aus. Sie verwendet traditionelle Techniken wie Ölfarbe und Ölkreide auf mit Kaninchenleim grundierter Leinwand, oft mit Kohle vorgezeichnet. Ihre Motive sind häufig Stillleben und Alltagsszenen, insbesondere opulente Tafeln mit Meeresfrüchten, Modeartikeln und anderen Symbolen des Hedonismus.
Ein bekanntes Beispiel ist das Gemälde „La grande bouffe“, das eine festliche Szene mit Essen und Modeprodukten darstellt, als Reminiszenz an Marco Ferreris Film Das große Fressen. Auch malte sie eine Neuinterpretation von Martin Kippenbergers „Paris Bar“.
In der deutschen Kunstszene gilt Johanna Dumet als aufstrebende Künstlerin, deren Nähe zur Welt der Influencer in verschiedenen Medien besprochen und kritisch beleuchtet wird. Ihr Œuvre wirft Fragen über zeitgenössische Malerei und Kommerzialisierung auf, da viele ihrer Werke als Konsumbekenntnisse gelesen werden. Dumets Ölgemälde zieren so Markensymbole, wie Taschen, Schals oder Kleidung von Mode-Marken wie Prada, Gucci oder Dior. Sie kooperierte zudem mit Marken wie La Marzocco, Bang & Olufsen oder Hérmes. Für Letztere entwarf sie mehrere Bilder, unter anderem für das Ladengeschäft auf Sylt. Für ihre enge Verzahnung mit der Konsumwelt wurde sie von Kunsthistorikerin Annekatrin Kohout in einem Text in der ZEIT mit Künstlern wie dem Kanadier Andy Dixon oder dem Spanier Ignasi Monreal verglichen, die ebenso Modelabels direkt in ihre Kunstwerke integrieren.

## Ausstellungen (Auswahl)

### Einzelausstellungen
- 2024: Jeux de Société, KÖNIG SEOUL, Seoul, Südkorea[12]
- 2024: La Vie Secrète des Fleurs, Kewenig, Berlin, Deutschland[13]
- 2023: Festmahl s’il Vous Plaît!, Kewenig Pied-à-terre, Berlin, Deutschland[14]
- 2023: Charmed, Amtsalon, Berlin, Deutschland[15]
- 2023: Intérieur Rose, Mehdi Chouakri, Berlin, Deutschland[16]
- 2021: La vie en rouge, KÖNIG GALERIE, St. Agnes, Berlin, Deutschland[3]
- 2021: Geil again, Office Impart, Berlin, Deutschland[17]
- 2021: Die Geile Ausstellung, Galerie DROSTE, Wuppertal, Deutschland[18]
- 2020: Geil, oder?, Weserhalle, Berlin, Deutschland[19]
- 2016: Holy Friends, ILL Galeries, Berlin, Deutschland[20]

### Gruppenausstellungen
- 2025: Berliner Realistinnen, Haus am Lützowplatz, Berlin, Deutschland[21]
- 2024: La Torre Invertida, La Casa Encendida, Madrid, Spanien[22]
- 2022: AKVAVIT, Valerius Gallery, Luxemburg[23]
- 2021: Chronicles 3, Galerie DROSTE, Wuppertal, Deutschland[24]
- 2021: Berlin Masters Foundation, Berlin, Deutschland[25]
- 2021: ENTER Art Fair, Office Impart, Kopenhagen, Dänemark[26]
- 2021: MISA #3, KÖNIG GALERIE, Berlin, Deutschland[27]
- 2021: Kapitalistischer Realismus Total, BAM BERLIN, Berlin, Deutschland[28]
- 2021: The Artist is Online, KÖNIG GALERIE, Berlin, Deutschland[29]
- 2020: Portraits of Carpets, Kewenig, Berlin, Deutschland[30]
- 2019: Exclusive Fruits, Villa Heike, Berlin, Deutschland[31]
- 2019: Fire, Villa Heike, Berlin, Deutschland[32]

## Bildband
- Johanna Dumet: The Flowers on the Side of the Road. Hrsg.: Justus F. Kewenig. Kewenig, Berlin 2024, ISBN 978-3-9821229-6-0, S. 390 (englisch, koeniggalerie.com – Künstlerbuch mit 185 gemalten Wildblumen, gesammelt in Frankreich, Deutschland, Dänemark, Spanien und England zwischen April und November 2023).